# Історія лютеранства
Лютеранство як релігійний рух виникло на початку 16 століття у Священній Римській імперії як спроба реформувати Римо-католицьку церкву. Рух зародився із закликом Мартіна Лютера, тодішнього професора Біблії у молодому Віттенберзькому університеті, до публічних дебатів щодо деяких питань у Католицькій Церкві. Незабаром лютеранство стало ширшим релігійним і політичним рухом у Священній Римській імперії завдяки підтримці ключових виборців і широкому розповсюдженню друкарського верстата. Незабаром цей рух поширився по всій Північній Європі й став рушійною силою ширшої протестантської Реформації. Сьогодні лютеранство поширилося з Європи на всі шість населених континентів.

## Коріння Реформації (15 століття)
У 15 столітті в європейському суспільстві відбулося багато змін, кожну з яких можна віднести до внеску в академічний і політичний клімат, що уможливив поширення лютеранського руху. Багато релігійних течій до Мартіна Лютера просували ідеї, які він прийняв, включаючи гуситів, вальденсів і послідовників Джироламо Савонароли. Важливо, що умови, створені епохою Відродження, дозволили таким мислителям, як Дезидерій Еразм, поставити під сумнів роль і природу самої Церкви.

## Суспільні потрясіння в Європі

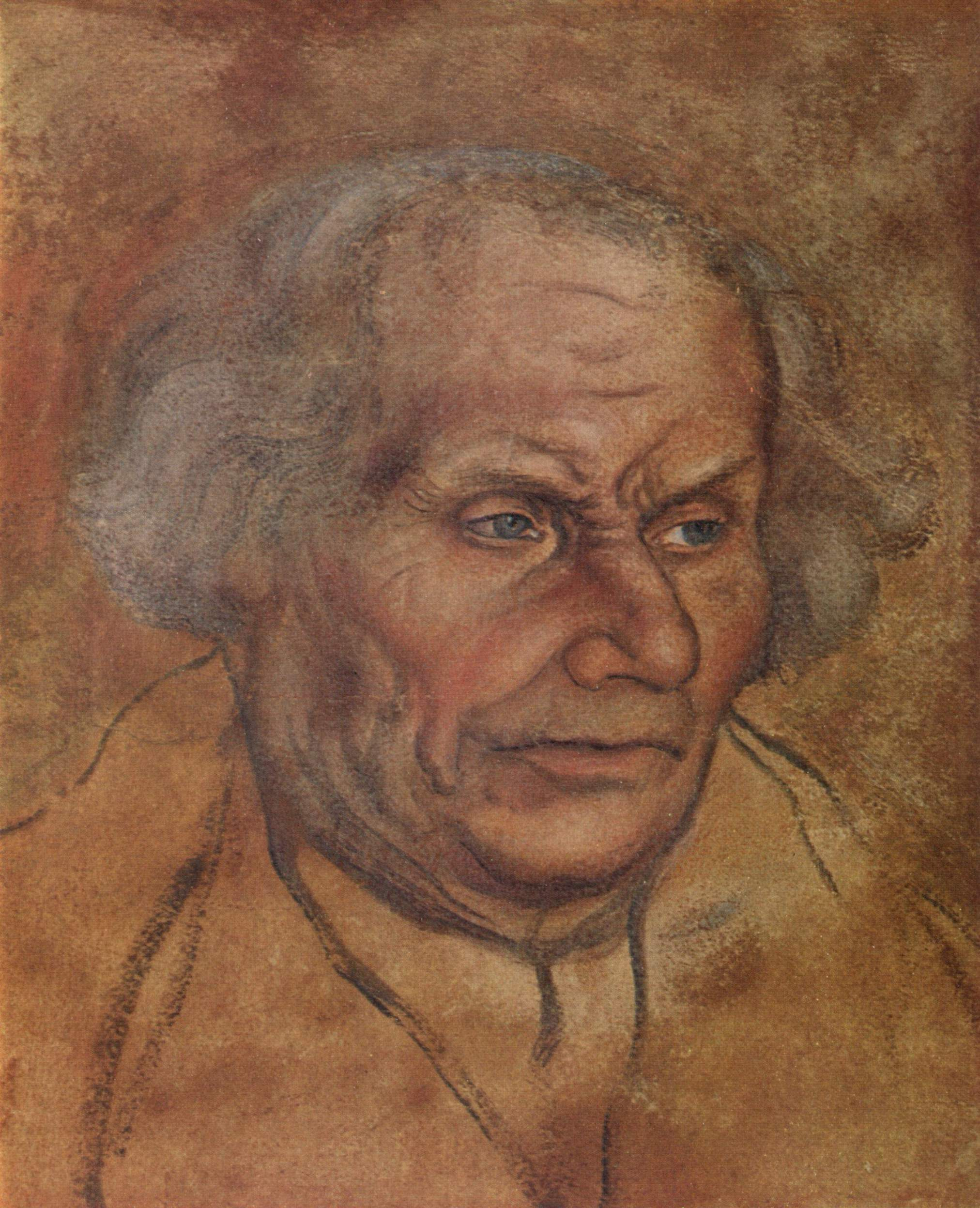
Батько Лютера, Ґанс, робота Лукаса Кранаха Старшого

На початку 16 століття на європейському континенті відбулися найбільші за останні 200 років зміни в устрої суспільства і культури. Драматична втрата населення через Чорну Смерть створила нові економічні можливості та мобільність серед нижчих класів суспільства. З'явилися нові технології для розв'язання проблеми нестачі робочої сили та необхідності підвищення продуктивності, що, і собі, створило нові класи суспільства для підтримки виробництва і торгівлі. Ґанс Лютер, батько Мартіна Лютера, належав до цього нового середнього класу. Ґанс заробляв на життя тим, що здавав в оренду і керував мідними шахтами й металургійними заводами. Сім'я Лютера мала достатній дохід і соціальний статус, що дозволило Гансу забезпечити синові університетську освіту і кар'єру юриста.
14 століття також спричинило потрясіння в Римо-Католицькій Церкві з вирішенням Західної схизми на початку століття, суперечками навколо папства епохи Відродження та новим тиском, спричиненим вторгненням у християнство з боку Османської імперії, що посилювалася.

### Поширення грамотності
Поширення книг і вищої освіти мало очевидний вплив на лютеранських реформаторів. Біблія Ґутенберга була вперше надрукована в 1455 році, а наступні видання Біблії та інших книг швидко стали доступними в ширшому розповсюдженні, ніж будь-коли раніше. Разом з поширенням книги університети ставали центрами нової академічної культури, яка існувала поза безпосереднім контролем Римо-католицької церкви. У 1502 році Фрідріх III (курфюрст Саксонії), заснував Віттенберзький університет, в якому молодий монах-августинець став «професором Біблії» на ім'я Мартін Лютер.

## Початок Реформації
У 1516-17 роках Йоганн Тецель, монах-домініканець і папський комісар з питань індульгенцій, був відправлений Римо-католицькою церквою до Німеччини для продажу індульгенцій, щоб зібрати гроші на відбудову базиліки Святого Петра, що в Римі.
31 жовтня 1517 року Лютер написав Альбрехту, архієпископу Майнца і Магдебурга, протестуючи проти продажу індульгенцій. До листа він додав копію свого «Диспуту Мартіна Лютера про силу та ефективність індульгенцій», який став відомим під назвою «Дев'яносто п'ять тез». Ґанс Ґіллербранд пише, що Лютер не мав наміру конфронтувати з церквою, а розглядав свій диспут як наукове заперечення церковних практик, і тон написання є, відповідно, «дослідницьким, а не доктринерським». Ґіллербранд пише, що в деяких тезах, зокрема в тезі 86, є підводний потік виклику, який запитує: «Чому папа запитує? Чому Папа, чиї статки сьогодні перевищують статки найбагатшого Красса, будує базиліку Святого Петра на гроші бідних вірян, а не на свої власні?».
Лютер заперечував проти приписуваного Йоганну Тецелю вислову: «Як тільки дзвенить монета в скрині, душа з чистилища виходить», наполягаючи на тому, що, оскільки прощення може дарувати лише Бог, ті, хто стверджує, що індульгенції звільняють покупців від усіх покарань і дарують їм спасіння, помиляються. Християни, за його словами, не повинні послаблювати наслідування Христа через такі фальшиві запевнення.
За словами Філіпа Меланхтона, який писав у 1546 році, того ж дня Лютер прибив копію Дев'яносто п'яти тез до дверей Замкової церкви у Віттенберзі - церковні двері виконували роль дошки оголошень того часу - подія, яка зараз вважається початком протестантської Реформації і відзначається щороку 31 жовтня як День Реформації. Деякі вчені ставлять під сумнів точність розповіді Меланхтона, зазначаючи, що не існує жодних свідчень сучасників. Інші заперечують, що в таких свідченнях немає потреби, оскільки за часів Лютера це був звичайний спосіб рекламування подій в університетському кампусі.
Дев'яносто п'ять тез були швидко перекладені з латинської на німецьку, надруковані й широко розтиражовані, що зробило полеміку однією з перших в історії, яка отримала підтримку друкарського верстата. Протягом двох тижнів тези поширилися по всій Німеччині; протягом двох місяців - по всій Європі.

### Виправдання вірою
З 1510 по 1520 рік Лютер читав лекції про Псалтир, Послання до Євреїв, Римлян і Галатів. Вивчаючи ці частини Біблії, він по-новому подивився на використання Римо-католицькою церквою таких термінів, як покаяння і праведність. Він переконався, що церква корумпована у своїх підходах і втратила з поля зору те, що він вважав кількома центральними істинами християнства, найважливішою з яких для Лютера було вчення про виправдання - Божий акт проголошення грішника праведником - лише вірою через Божу благодать. Він почав вчити, що спасіння або спокута - це дар Божої благодаті, який можна отримати лише через віру в Ісуса як месію. «Ця єдина і тверда скеля, яку ми називаємо вченням про виправдання, - писав він, - є головним пунктом усього християнського віровчення, в якому міститься розуміння всього благочестя».
Лютер прийшов до розуміння виправдання як цілковито Божої справи. На противагу вченню свого часу про те, що праведні вчинки вірян здійснюються у співпраці з Богом, Лютер писав, що християни отримують таку праведність повністю ззовні; що праведність не тільки походить від Христа, але насправді є праведністю Христа, яка приписується християнам (а не вливається в них) через віру. «Ось чому тільки віра робить людину праведною і виконує закон», - писав він. «Віра - це те, що приносить Святий Дух через заслуги Христа». Віра для Лютера була даром Божим. Свою концепцію «виправдання» він пояснив у «Шмалькальдських статтях»:
Перша і головна стаття - це: Ісус Христос, наш Бог і Господь, помер за наші гріхи і воскрес для нашого виправдання (Римлянам 3:24-25). Він один є Агнець Божий, який бере на Себе гріхи світу (Івана 1:29), і Бог поклав на Нього беззаконня всіх нас (Ісаї 53:6). Всі згрішили і виправдані безоплатно, без власних діл і заслуг, по Його благодаті, через викуплення, яке в Христі Ісусі, в Його крові (Римлянам 3:23-25). Це необхідно для того, щоб вірити. Це не може бути інакше набуте чи осягнуте жодною працею, законом чи заслугою. Тому ясно і безсумнівно, що тільки ця віра виправдовує нас ... Нічого з цього не можна відступити або віддати, навіть якщо небо і земля і все інше впаде (Марка 13:31).— 

### Реакція папства

#### Поширення ідей Лютера та його праці 1517-1520 років
Праці Лютера широко розповсюджувалися, досягнувши Франції, Англії та Італії вже в 1519 році, і студенти стікалися до Віттенберга, щоб послухати його промову. Він опублікував короткий коментар до Галатів і свій Твір на псалми. У той же час, до нього прибули депутати з Італії та від богемських уракістів; Ульріх фон Гуттен і Франц фон Зіккен запропонували взяти Лютера під свій захист.
Цей ранній період кар'єри Лютера був одним з найбільш творчих і продуктивних. 1520 року були опубліковані три його найвідоміші твори: «До християнського дворянства німецької нації», «Про вавилонський полон церкви» і «Про свободу християнина».
Нарешті, 30 травня 1518 року, коли Папа Римський зажадав пояснень, Лютер написав Папі короткий виклад і пояснення своїх тез. Хоча Папа, можливо, і погодився з деякими пунктами, йому не сподобався виклик його авторитету, тому він викликав Лютера до Риму, щоб той відповів на них. У цей момент втрутився Фрідріх Мудрий, саксонський курфюрст. Він не хотів, щоб одного з його підданих відправили до Риму, щоб його судило католицьке духовенство, тому вмовив імператора Священної Римської імперії Карла V, який потребував підтримки Фрідріха, домовитися про компроміс.
Проте, було досягнуто домовленості, згідно з якою виклик до суду було скасовано, і в жовтні 1518 року Лютер поїхав до Ауґзбурга, щоб зустрітися з папським легатом, кардиналом Томасом Каджетаном. Суперечка була довгою, але нічого не було вирішено. Лейпцизькі дебати відбулися в червні та липні 1519 року в замку Плейсенбург у Лейпцигу, Німеччина. Їхньою метою було обговорення вчення Мартіна Лютера, і вони були ініційовані та проведені в присутності Георга, герцога Саксонського, опонента Лютера.

#### Відлучення від церкви
15 червня 1520 року Папа Римський попередив Лютера папською буллою (едиктом) Exsurge Domine, що йому загрожує відлучення від церкви, якщо протягом 60 днів він не відмовиться від 41 речення, взятого з його творів, включаючи Дев'яносто п'ять тез.
Восени того ж року Йоганн Ек проголосив буллу в Мейсені та інших містах. Карл фон Мільтіц, папський нунцій, намагався знайти рішення, але Лютер, який у жовтні надіслав Папі копію «Про свободу християнина», 10 грудня 1520 року публічно підпалив буллу і декреталії у Віттенберзі, що він захищав у книзі «Чому Папа і його остання книга спалені, і твердження щодо всіх статей».
Як наслідок, Лютер був відлучений від церкви Левом X 3 січня 1521 року буллою Decet Romanum Pontificem.

## Вигнання

### Вормський райхстаґ
Виконання заборони за 41 вироком покладалося на світську владу. 18 квітня 1521 року Лютер з'явився за наказом перед Вормсським сеймом. Це були загальні збори станів Священної Римської імперії, що проходили у Вормсі, місті на Рейні. Він проходив з 28 січня по 25 травня 1521 року під головуванням імператора Карла V. Принц Фрідріх III, курфюрст Саксонії, домігся домовленості, що Лютеру буде обіцяно безпечний проїзд на збори і назад.
Йоганн Ек, виступаючи від імені імперії як помічник архієпископа Тріра, вручив Лютеру копії його творів, розкладені на столі, і запитав його, чи є ці книги його творами, і чи підтримує він їхній зміст. Він підтвердив, що є автором, але попросив час на роздуми над відповіддю на друге запитання. Він помолився, порадився з друзями і наступного дня дав відповідь: «Якщо я не буду переконаний свідченнями Святого Письма або ясним розумом... я не можу і не буду робити ніяких спростувань, оскільки ні безпечно, ні чесно діяти проти совісті». Відомо також, що він додав: «Я стою тут. Нічого не можу вдіяти. Боже, допоможи мені. Амінь.» (нім. Hier stehe ich. Ich kann nicht anders. Gott helfe mir. Amen). Цей опис декларації може бути апокрифічним, оскільки лише останні чотири слова з'являються в тогочасних свідченнях.
Протягом наступних п'яти днів відбувалися закриті наради, на яких вирішувалася доля Лютера. Імператор представив остаточний проект Вормського едикту 25 травня 1521 року, оголосивши Лютера поза законом, заборонивши його літературу і вимагаючи його арешту: «Ми хочемо, щоб він був затриманий і покараний як відомий єретик». Указ також оголошував злочином для будь-кого в Німеччині, хто давав Лютеру їжу або притулок. Указ дозволяв будь-кому вбити Лютера без жодних юридичних наслідків. Указ викликав розбіжності, що засмутило більш поміркованих людей, зокрема Дезидерія Еразма.

### Заслання у замку Вартбурґ
Зникнення Лютера на зворотному шляху було сплановане. Фрідріх III, курфюрст Саксонії, наказав непомітно перехопити його на шляху додому вершниками в масках і супроводити під охорону замку Вартбург в Айзенах, де Лютер відростив бороду і жив інкогніто майже одинадцять місяців, видаючи себе за лицаря на ім'я юнкер Йорг.
Під час перебування у Вартбурзі (травень 1521 - березень 1522), який він називав «моїм Патмосом», Лютер переклав Новий Заповіт з грецької на німецьку мову, писав доктринальні та полемічні твори, в тому числі в жовтні відновив нападки на архієпископа Майнцького Альбрехта, якого він присоромив і змусив припинити продаж індульгенцій у своїх єпископствах, а також «Спростування аргументу Латома», в якому він виклав принцип виправдання Якобуса Латома, філософа з Лувена. У листі до Меланхтона від 1 серпня 1521 року він писав: «Нехай ваші гріхи будуть сильними, але нехай ваша віра в Христа буде сильнішою, і радійте в Христі, який є переможцем над гріхом, смертю і світом. Ми будемо чинити гріхи, поки перебуваємо тут, бо це життя не є місцем, де панує справедливість».
У праці «Про скасування приватної меси», написаній влітку 1521 року, Лютер розширив свою цільову аудиторію від окремих набожностей, таких як індульгенції та паломництва, до доктрин, що лежать в основі церковних практик. У своєму есе «Про сповідь» він відкинув вимогу Римо-Католицької Церкви щодо сповіді, хоча й підтвердив цінність приватної сповіді та відпущення гріхів. У вступі до свого Нового Заповіту, опублікованого у вересні 1522 року, який за два місяці розійшовся тиражем 5 000 примірників, він пояснював, що добрі справи походять від віри, а не породжують її.
У Віттенберзі Андреас Карлштадт, пізніше підтриманий колишнім августинцем Габріелем Цвіллінгом, запровадив програму реформ, що викликала розбрат і перевершила все, що передбачав Лютер, і спровокувала заворушення, включаючи повстання монахів-августинців проти свого настоятеля, розбиття статуй і образів у церквах та доноси на магістрат. Після таємного відвідування Віттенберга на початку грудня 1521 року Лютер написав «Щире повчання Мартіна Лютера всім християнам, щоб вони остерігалися повстань і бунтів»; але після Різдва у Віттенберзі стало ще неспокійніше, коли туди прибула група фанатиків-візіонерів, так званих Цвіккауських пророків, які проповідували рівність людей, хрещення дорослих, швидке повернення Христа та інші революційні доктрини. Лютер вирішив, що настав час діяти.

## Повернення до Віттенберґа
Близько Різдва 1521 року анабаптисти з Цвіккау увійшли до Віттенберга і спричинили значні громадянські заворушення. Будучи категорично проти їхніх радикальних поглядів і побоюючись їхніх наслідків, Лютер таємно повернувся до Віттенберга 6 березня 1522 року. «Під час моєї відсутності, - писав він курфюрсту, - сатана проник у мою вівчарню і вчинив спустошення, яке я не можу виправити письмово, а тільки особистою присутністю і живим словом».
Протягом восьми днів Великого посту, починаючи з неділі 9 березня, Інвокавітної, і закінчуючи наступною неділею, Лютер виголосив вісім проповідей, які стали відомі під назвою «Інвокавітні проповіді». У цих проповідях він наголошував на першості основних християнських цінностей, таких як любов, терпіння, милосердя та свобода, і нагадував громадянам, що для досягнення необхідних змін слід довіряти Божому слову, а не насильству:
Чи знаєте ви, що думає диявол, коли бачить, як люди використовують насильство для поширення Євангелія? Він сидить, склавши руки, за пекельним вогнем і каже зі злісним виглядом і страшною посмішкою: «О, які мудрі божевільні, що грають у мою гру! Нехай вони продовжують, а я пожинаю плоди. Я насолоджуюся цим». Але коли він бачить Слово, що біжить і бореться на полі бою самотнє, тоді він здригається і тремтить від страху.— 
У 1534 році диякон Ефіопської Православної Церкви Михаїл поїхав до Віттенберга, щоб зустрітися з Мартіном Лютером, і обидва вони погодилися, що лютеранська меса і та, що використовується Ефіопською Православною Церквою, узгоджуються між собою. Під час їхньої дискусії диякон Михаїл також підтвердив, що «Символ Християнської Віри» Лютера є «добрим віровченням». Мартін Лютер побачив, що Ефіопська Православна Церква практикувала елементи віри, включаючи «причастя в обох видах, місцеве Святе Письмо і одружене духовенство», і ці практики стали звичними в лютеранських церквах. Для лютеран «Ефіопська Церква надала легітимності новому протестантському баченню Лютера про церкву поза владою римсько-католицького папства», оскільки це була «стародавня церква з прямими апостольскими зв'язкам».

## Політичний та релігійний конфлікт
Те, що почалося як суто богословські та академічні дебати, тепер перетворилося на щось на кшталт соціального та політичного конфлікту, зіштовхнувши Лютера, його німецьких союзників та північноєвропейських прихильників з Карлом V, Францією, італійським Папою, їхніми територіями та іншими союзниками. Після смерті Лютера цей конфлікт переросте у релігійну війну, яку підігріватиме політичний клімат Священної Римської імперії та сильні особистості з обох боків.
Після того, як Нюрнберзькому сейму не вдалося досягти мети арешту Лютера, у 1526 році на Першому Шпейєрському сеймі було вирішено, що поки не буде скликаний Генеральний собор, який вирішить богословські питання, порушені Мартіном Лютером, Вормський едикт не буде виконуватися, і кожен князь може вирішувати, чи дозволяти лютеранське вчення і богослужіння на його територіях. У 1529 році на Другому Шпейєрському сеймі рішення попереднього Шпейєрського сейму було скасовано - незважаючи на рішучі протести лютеранських князів, вільних міст і деяких цвінглійських територій. Ці держави швидко стали відомі як протестантські. Спочатку термін «протестанти» використовувався в політичному сенсі для позначення держав, які чинили опір Вормському едикту. З часом, однак, цей термін почали використовувати для позначення релігійних рухів, які виступали проти римо-католицької традиції в 16 столітті.
Лютеранство стане відомим як окрема течія після Аугсбурзького сейму 1530 року, який був скликаний Карлом V, щоб спробувати зупинити зростаючий протестантський рух. На сеймі Філіп Меланхтон представив письмовий виклад лютеранського віровчення під назвою «Аугсбурзьке сповідання». Кілька німецьких князів (а пізніше королі та князі інших країн) підписали цей документ, щоб визначити «лютеранські» території. Римо-католицькою відповіддю на нього стала Confutatio Augustana, також на Аугсбурзькому сеймі 1530 року. У відповідь на Confutatio Філіп Меланхтон підготував Prima delineatio. Хоча імператор відкинув її, Меланхтон удосконалював її як приватний документ, поки вона не була підписана на засіданні Шмалькальдської ліги як Апологія Аугсбурзького віросповідання 1537 року, але католицька сторона не відповіла на неї аж до Тридентського собору 1545-63 років.
У свою чергу кілька лютеранських держав на чолі з курфюрстом Іоанном Фрідріхом I Саксонським і ландграфом Філіпом I Гессенським зустрілися в містечку Шмалькальден, де в 1531 році заснували Шмалькальдську лігу. Спочатку Нюрнберзький релігійний мир 1532 року надав релігійну свободу членам Шмалькальдської ліги. У цей час Мартін Лютер використовував свій політичний вплив, щоб запобігти війні, але визнавав право правителів захищати свої землі в разі вторгнення (див. концепцію Лютера про правителя Пивного Вовка).
Мартін Лютер і Реформація також принесли період радикальних змін у церковну архітектуру та дизайн. Згідно з ідеалами протестантської реформації, усне слово, проповідь, має бути центральним актом церковного богослужіння. Це означало, що кафедра стала центром церковного інтер'єру і що церкви повинні бути спроектовані так, щоб усі могли чути і бачити служителя. Основна увага була зосереджена на проповіді Слова, а не на сакральному акценті. Столи для Святого Причастя стали дерев'яними, щоб підкреслити, що жертва Христа була принесена раз і назавжди, і були зроблені ближче до громади, щоб підкреслити прямий доступ людини до Бога через Христа. Тому католицькі храми були перероблені, коли вони стали реформатськими: Картини і статуї святих прибрали, а іноді вівтарний стіл поставили перед амвоном, як у Страсбурзькому соборі в 1524 році. Лави були повернуті до амвона. Першою новозбудованою протестантською церквою стала придворна каплиця замку Нойбург у 1543 році, а потім придворна каплиця замку Гартенфельс у Торгау, освячена Мартіном Лютером 5 жовтня 1544 року.
Лютер помер у 1546 році. У 1547 році Шмалькальдська війна почалася як битва між двома лютеранськими правителями, але незабаром до неї приєдналися війська Священної Римської імперії, які перемогли членів Шмалькальдської ліги, пригнічуючи і засилаючи багатьох лютеран, які виконували умови Аугсбурзького перемир'я, поки свобода віросповідання не була забезпечена для лютеран Пассауським миром 1552 року і Аугсбурзьким миром 1555 року.

## Concordia: доктринальна гармонія
Однак лютеранський рух був далекий від поразки. У 1577 році наступне покоління лютеранських богословів зібрало напрацювання попереднього покоління, щоб визначити доктрину єдиної лютеранської церкви. Цей документ відомий як «Формула згоди». У 1580 році він був опублікований разом з Аугсбурзьким сповіданням, Апологією Аугсбурзького сповідання, Великим і Малим катехізисами Мартіна Лютера, Смалькальдськими статтями і Трактатом про владу і примат Папи Римського. Разом вони були видані в томі під назвою Книга злагоди. Цей доктринальний стандарт замінив попередні, неповні збірники віровчення, об'єднавши всіх німецьких лютеран ідентичною доктриною і започаткувавши період лютеранської ортодоксії. Лютеранська Церква традиційно вважає себе «головним стовбуром історичного християнського дерева», заснованого Христом і апостолами, вважаючи, що під час Реформації Римська Церква відпала. Аугсбурзьке сповідання вчить, що «віра, яку сповідували Лютер і його послідовники, не є чимось новим, але істинною католицькою вірою, і що їхні церкви представляють істинну католицьку або вселенську церкву». Коли лютерани представили Аугсбурзьке сповідання Карлу V, імператору Священної Римської імперії, вони пояснили, «що кожен пункт віри і практики відповідає, перш за все, Святому Письму, а потім також вченню отців церкви і соборів».

### Рання ортодоксія: 1580-1600
Книга Злагоди дала внутрішню єдність лютеранству, яке мало багато суперечок, в основному між гнесіо-лютеранами і філіпіанами, в умовах зовнішнього тиску з боку римо-католиків і передбачуваного «крипто-кальвіністського» впливу. Лютеранське богослов'я стало більш стабільним у своїх теоретичних визначеннях.

### Висока ортодоксія: 1600-1685
Лютеранська схоластика розвивалася поступово, особливо з метою полеміки з єзуїтами, і була остаточно встановлена Йоганном Герхардом. Авраам Каловіус представляє кульмінацію схоластичної парадигми в ортодоксальному лютеранстві. Іншими ортодоксальними лютеранськими богословами були, наприклад, Мартін Хемніц, Егідій Гунній, Леонгард Хуттер, Ніколаус Гунній, Йеспер Расмуссен Брохманд, Саломо Глассіус, Йоганн Хюльсеманн, Йоганн Конрад Даннхауер, Йоганн Андреас Квенштедт, Йоганн Фрідріх Кеніг та Йоганн Вільгельм Байєр.
Теологічна спадщина Філіпа Меланхтона знову піднялася в школі Гельмштедта і особливо в богослов'ї Георгія Калікста, що спричинило синкретичну суперечку. Іншою богословською проблемою була крипто-кенотична суперечка.

### Пізня ортодоксія (1685-1730)
Загалом, 17 століття було складнішим часом, ніж попередній період Реформації, частково через Тридцятилітню війну. Фінляндія пережила сильний голод у 1696-1697 роках, як частину того, що зараз називають Малим льодовиковим періодом, і майже третина населення загинула. Цю боротьбу за виживання часто можна побачити в гімнах і богослужбових творах.
Пізнє православ'я розривалося під впливом раціоналізму, філософії, заснованої на розумі, і пієтизму, відроджувального руху в лютеранстві, який прагнув підкреслити важливість особистої відданості, моралі, емоцій і вивчення Святого Письма. Після століття активної діяльності богослови-пієтисти Філіп Якоб Шпенер і Август Герман Франке попередили, що лютеранська ортодоксія виродила життєдайну істину Святого Письма в безглуздий інтелектуалізм і формалізм. Пієтизм зростав за рахунок ортодоксії, але їхній акцент на особистій моралі та освяченні відбувався за рахунок викладання доктрини виправдання. Зосередженість пієтистів на пробудженні побожних емоцій була сприйнятливою до аргументів раціоналістичної філософії.
Останнім видатним ортодоксальним лютеранським богословом до епохи Просвітництва та неології був Давид Голлац. Пізніший ортодоксальний богослов Валентин Ернст Льошер брав участь у полеміці проти пієтизму. Середньовічна містична традиція була продовжена в роботах Мартіна Моллера, Йоганна Арндта та Йоахіма Люткемана. Пієтизм став суперником ортодоксії, але сприйняв деяку ортодоксальну богослужбову літературу, таку як твори Арндта, Крістіана Скрівера та Стефана Преторіуса, які згодом часто змішували з пієтистською літературою.